# 中国2010年上海世界博览会突尼斯馆
中国2010年上海世界博览会突尼斯馆是2010年上海世博会上代表突尼斯的展馆，位于世博园区C片区。突尼斯馆的主题为“融于自然的热力之都”。
突尼斯馆的设计采用了拱券式门、城堡等传统元素。展馆内由三个展区组成，分别为：
- 绚烂风光之国
- 多元文化之城
- 悠久文明之都